# Monodelphis adusta
Monodelphis adusta é uma espécie de marsupial da família Didelphidae. Pode ser encontrada na Bolívia, Peru, Equador, Colômbia, Venezuela e Panamá.